# 8248 Gurzuf
8248 Gurzuf este un asteroid din centura principală de asteroizi.

## Descriere
8248 Gurzuf este un asteroid din centura principală de asteroizi. A fost descoperit pe 14 octombrie 1979 la Observatorul de Astrofizică din Crimeea de Nikolai Cernîh. El prezintă o orbită caracterizată de o semiaxă mare de 2,31 ua, o excentricitate de 0,14 și o înclinație de 2,2° în raport cu ecliptica.